# Gazoduc Iran-Irak-Syrie

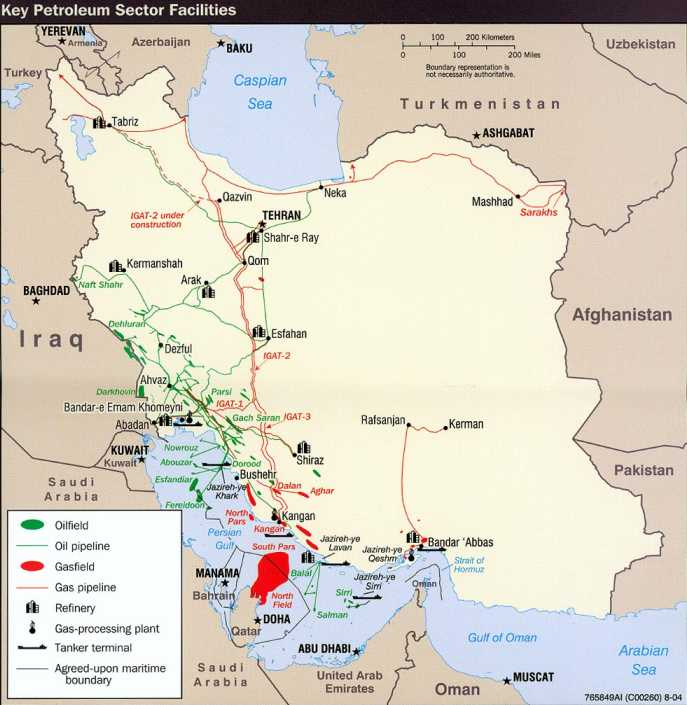
Économie gazière de l'Iran.

Le gazoduc Iran-Irak-Syrie est un projet allant du champ gazier iranien-qatari North Dome (South Pars) vers la Syrie, où il ira ensuite approvisionner les clients européens.

## Description
Le gazoduc est nommé « le gazoduc de l'amitié » par les gouvernements impliqués et « gazoduc islamique » par certaines sources occidentales) et traversera l'Iran, l'Irak, la Syrie ainsi qu'éventuellement le Liban afin d'approvisionner les clients européens, irakiens, syriens et libanais. Le gazoduc aura 5 600 km de long et aura un diamètre de 56 pouces. Un projet précédent nommé le gazoduc perse prévoyait d'acheminer le gaz North Dome (South Pars) vers l'Europe par la Turquie, mais fut abandonné après que la compagnie suisse Elektrizitätsgesellschaft Laufenburg ait mis fin à son contrat avec l'Iran en octobre 2010 à la suite des sanctions américaines contre l'Iran,.
L'Irak a signé un agrément avec l'Iran en juin 2013 afin d'en recevoir du gaz naturel destiné à alimenter les centrales électriques de Bagdad et de Diyala.
Ce gazoduc est parfois considéré comme un concurrent du Nabucco entre l'Azerbaïdjan et l'Europe ainsi que du gazoduc Qatar-Turquie.